# Darius Morris
Darius Aaron Morris (ur. 3 stycznia 1991 w Los Angeles, zm. 2 maja 2024 tamże) – amerykański koszykarz, grający na pozycji rozgrywającego.

## High school i college
Morris uczęszczał do szkoły średniej Windward School. Dwukrotnie został wybrany do pierwszej drużyny All-State Kalifornii. Poprowadził swoją szkołę do mistrzostwa stanowego Dywizji V, osiągając w meczu finałowym 25 punktów, 8 zbiórek i 4 asysty. W 2007 wystąpił w turnieju Nike Global Challenge. Dwa lata później otrzymał nagrodę dla gracza roku John Wooden High School Player of the Year Award w dywizji V.
Po szkole średniej kontynuował swoją karierę na uczelni University of Michigan. W pierwszym sezonie (2009/10) zdobywał 4,4 punktu i 2,6 asysty, grając średnio 24,3 minuty na mecz. 23 grudnia 2010 był jednym z trzech Wolverines, który oddał cztery celne rzuty trzypunktowe, i pomógł wyrównać rekord drużyny pod względem trafień za trzy (16). Rozdał do tego 12 asyst. 27 grudnia został wybrany Graczem Tygodnia konferencji Big Ten. Został nim wybrany ponownie 31 stycznia po tym, jak osiągnął triple-double, jako trzeci zawodnik w historii szkoły.
Morris ustanowił nowy rekord szkoły pod względem asyst w jednym sezonie. Na przestrzeni całych rozgrywek miał ich 235, grając w 35 meczach sezonu. Ze średnią 6,71 asyst na mecz przewodził pod tym względem w konferencji. Po sezonie został wybrany do trzeciej piątki All-Big Ten.
26 marca 2011 Morris zgłosił się do udziału w drafcie.

## NBA
W drafcie 2011 został wybrany z 41 numerem przez Los Angeles Lakers. 9 grudnia 2011 podpisał z nimi kontrakt. 11 stycznia 2012, w swoim pierwszym meczu przeciwko Utah Jazz, w 13 minut zdobył cztery punkty, miał dwie asysty i zbiórkę.
7 marca Morris został wysłany do drużyny Los Angeles D-Fenders w lidze D-League. W swoim debiucie zdobył 21 punktów. Został ściągnięty z powrotem przez Lakers 16 marca. W debiutanckim sezonie Morris zagrał w 19 meczach dla Lakers, zdobywając średnio 2,4 punktów i 1,1 asysty przez 8,9 minut gry. 2 lipca 2012 zgodził się podpisać kolejny kontrakt z Lakers i został wybrany do składu Lakers do ligi letniej w Las Vegas.
11 grudnia 2014 podpisał kontrakt z Brooklyn Nets. 29 marca 2016 został zawodnikiem Rio Grande Valley Vipers. 5 stycznia 2018 zawarł umowę z chińskim Guangdong Southern Tigers.
4 września 2018 dołączył do New Orleans Pelicans na czas obozu szkoleniowego. 12 października został zwolniony.

## Osiągnięcia
Stan na 24 listopada 2020, na podstawie, o ile nie zaznaczono inaczej.
NCAA
- Uczestnik turnieju NCAA (2011)
- Zaliczony do:
  - I składu turnieju Legends Classic (2011)
  - III składu Big Ten (2011)

Indywidualne
- Zawodnik:
  - miesiąca D-League (luty 2017)
  - tygodnia D-League (19.11.2018)

## Statystyki w NBA
Na podstawie Basketball-Reference.com (ang.)

### Sezon regularny
| Sezon   | Drużyna       | M   | S5 | MPG  | FG%   | 3P%   | FT%   | RPG | APG | SPG | BPG | PPG |
| ------- | ------------- | --- | -- | ---- | ----- | ----- | ----- | --- | --- | --- | --- | --- |
| 2011/12 | L.A. Lakers   | 19  | 0  | 8,9  | 42,9% | 44,4% | 66,7% | 0,8 | 1,1 | 0,1 | 0,0 | 2,4 |
| 2012/13 | L.A. Lakers   | 48  | 17 | 14,2 | 38,8% | 36,4% | 64,9% | 1,2 | 1,6 | 0,4 | 0,0 | 4,0 |
| 2013/14 | Philadelphia  | 12  | 0  | 16,1 | 43,3% | 41,7% | 71,4% | 1,1 | 2,6 | 0,7 | 0,0 | 6,9 |
| 2013/14 | L.A. Clippers | 10  | 0  | 5,4  | 30,8% | 0,0%  | 50,0% | 0,5 | 0,5 | 0,2 | 0,0 | 0,9 |
| 2013/14 | Memphis       | 5   | 0  | 13,2 | 37,5% | 28,6% | 33,3% | 1,6 | 1,6 | 0,6 | 0,0 | 3,0 |
| 2014/15 | Brooklyn      | 38  | 0  | 7,9  | 34,0% | 21,2% | 44,4% | 0,7 | 1,3 | 0,2 | 0,0 | 2,2 |
| Razem   |               | 132 | 17 | 11,1 | 38,4% | 32,2% | 63,0% | 1,0 | 1,4 | 0,3 | 0,0 | 3,3 |

### Play-offy
| Sezon | Drużyna     | M | S5 | MPG  | FG%   | 3P%   | FT%   | RPG | APG | SPG | BPG | PPG  |
| ----- | ----------- | - | -- | ---- | ----- | ----- | ----- | --- | --- | --- | --- | ---- |
| 2012  | L.A. Lakers | 4 | 0  | 2,0  | 100%  | 100%  | 75,0% | 0,0 | 0,8 | 0,0 | 0,0 | 2,5  |
| 2013  | L.A. Lakers | 4 | 2  | 26,3 | 45,7% | 33,3% | 77,8% | 1,3 | 3,0 | 0,5 | 0,0 | 10,5 |
| 2015  | Brooklyn    | 1 | 0  | 5,0  | 0,0%  | –     | –     | 0,0 | 0,0 | 0,0 | 0,0 | 0,0  |
| Razem |             | 9 | 2  | 13,1 | 48,7% | 40,0% | 76,9% | 0,6 | 1,7 | 0,2 | 0,0 | 5,8  |